# Grand Prix automobile de Chine 2005
GP précédent GP suivant

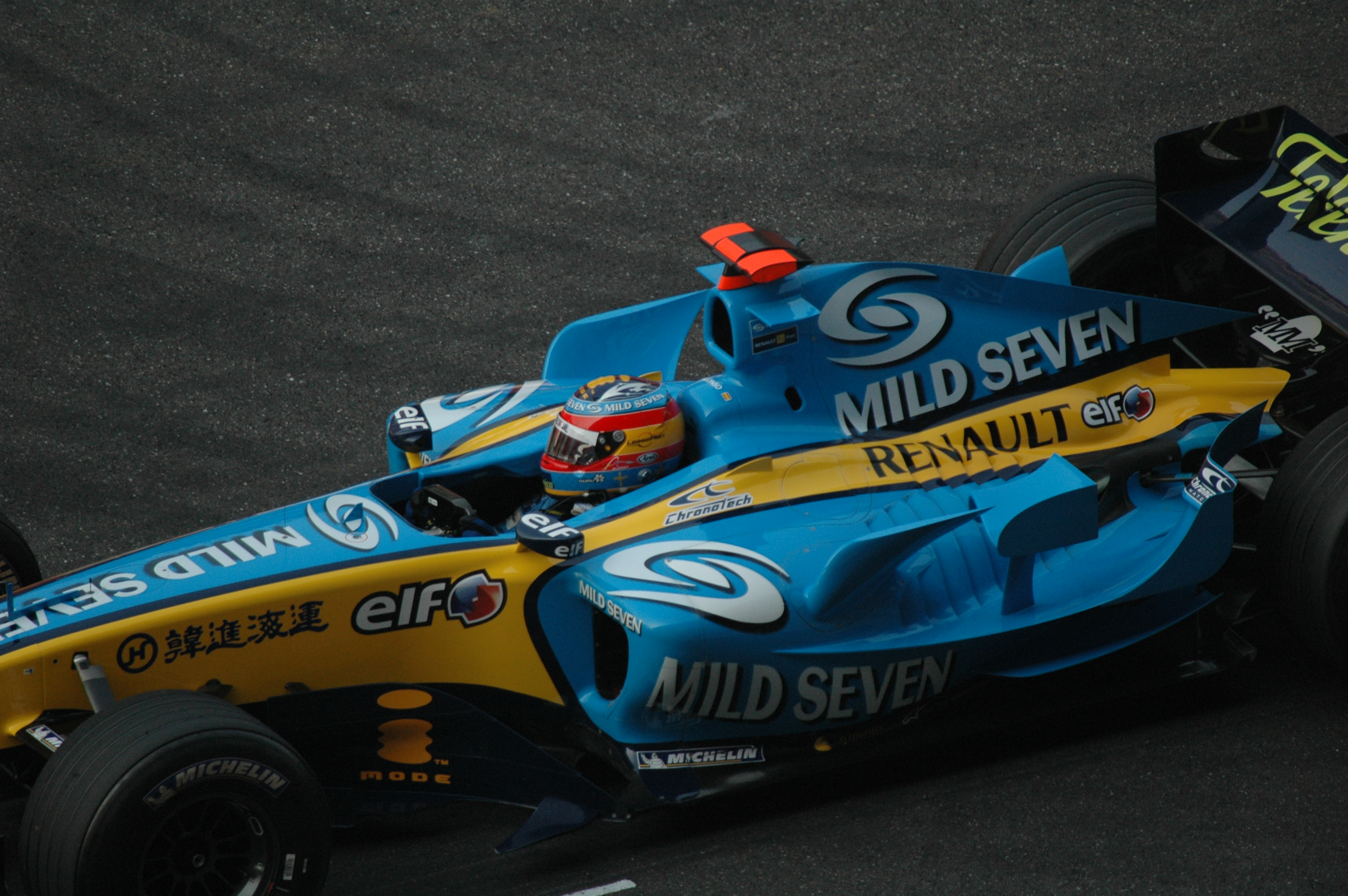
Fernado Alonso remporte le Grand Prix de Chine 2005.

Le Grand Prix automobile de Chine 2005 (2005 Formula 1 Sinopec Chinese Grand Prix), disputé sur le circuit international de Shanghai, le 16 octobre 2005, est la 750e épreuve du championnat du monde de Formule 1 courue depuis 1950 et la dix-neuvième et dernière manche du championnat 2005.

## Qualifications

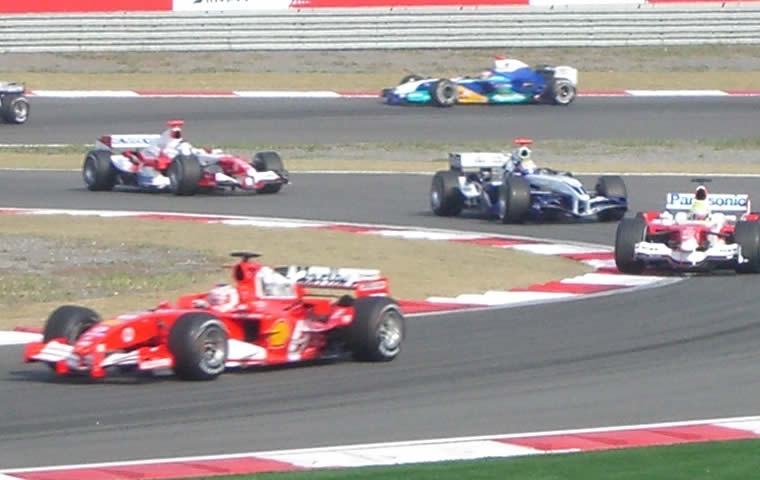
Rubens Barrichello précède Ralf Schumacher, Mark Webber, Jarno Trulli et Felipe Massa

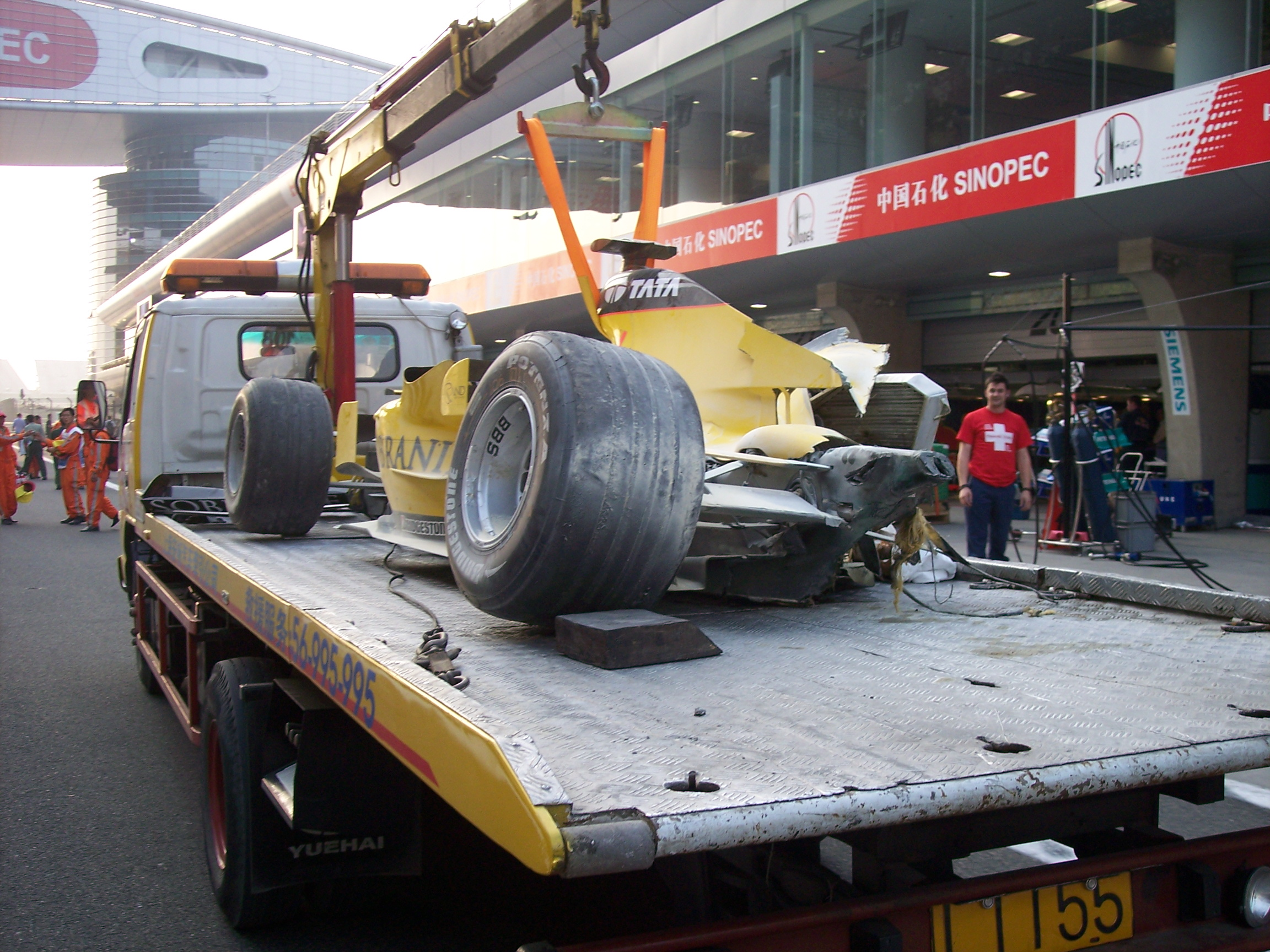
Épave de la Jordan EJ15 de Narain Karthikeyan

| Pos | N° | Pilote               | Écurie            | Temps          | Écart     |
| --- | -- | -------------------- | ----------------- | -------------- | --------- |
| 1   | 5  | Fernando Alonso      | Renault           | 1 min 34 s 080 |           |
| 2   | 6  | Giancarlo Fisichella | Renault           | 1 min 34 s 401 | + 0 s 321 |
| 3   | 9  | Kimi Räikkönen       | McLaren-Mercedes  | 1 min 34 s 488 | + 0 s 408 |
| 4   | 3  | Jenson Button        | BAR-Honda         | 1 min 34 s 801 | + 0 s 721 |
| 5   | 10 | Juan Pablo Montoya   | McLaren-Mercedes  | 1 min 35 s 188 | + 1 s 108 |
| 6   | 1  | Michael Schumacher   | Ferrari           | 1 min 35 s 301 | + 1 s 221 |
| 7   | 14 | David Coulthard      | Red Bull-Cosworth | 1 min 35 s 428 | + 1 s 348 |
| 8   | 2  | Rubens Barrichello   | Ferrari           | 1 min 35 s 610 | + 1 s 530 |
| 9   | 17 | Ralf Schumacher      | Toyota            | 1 min 35 s 723 | + 1 s 643 |
| 10  | 7  | Mark Webber          | Williams-BMW      | 1 min 35 s 739 | + 1 s 659 |
| 11  | 12 | Felipe Massa         | Sauber-Petronas   | 1 min 35 s 898 | + 1 s 818 |
| 12  | 16 | Jarno Trulli         | Toyota            | 1 min 36 s 044 | + 1 s 964 |
| 13  | 8  | Antônio Pizzonia     | Williams-BMW      | 1 min 36 s 445 | + 2 s 365 |
| 14  | 15 | Christian Klien      | Red Bull-Cosworth | 1 min 36 s 472 | + 2 s 392 |
| 15  | 19 | Narain Karthikeyan   | Jordan-Toyota     | 1 min 36 s 707 | + 2 s 627 |
| 16  | 11 | Jacques Villeneuve   | Sauber-Petronas   | 1 min 36 s 788 | + 2 s 708 |
| 17  | 4  | Takuma Satō          | BAR-Honda         | 1 min 37 s 083 | + 3 s 003 |
| 18  | 21 | Christijan Albers    | Minardi-Cosworth  | 1 min 39 s 105 | + 5 s 025 |
| 19  | 18 | Tiago Monteiro       | Jordan-Toyota     | 1 min 39 s 233 | + 5 s 153 |
| 20  | 20 | Robert Doornbos      | Minardi-Cosworth  | 1 min 39 s 460 | + 5 s 380 |

## Classement

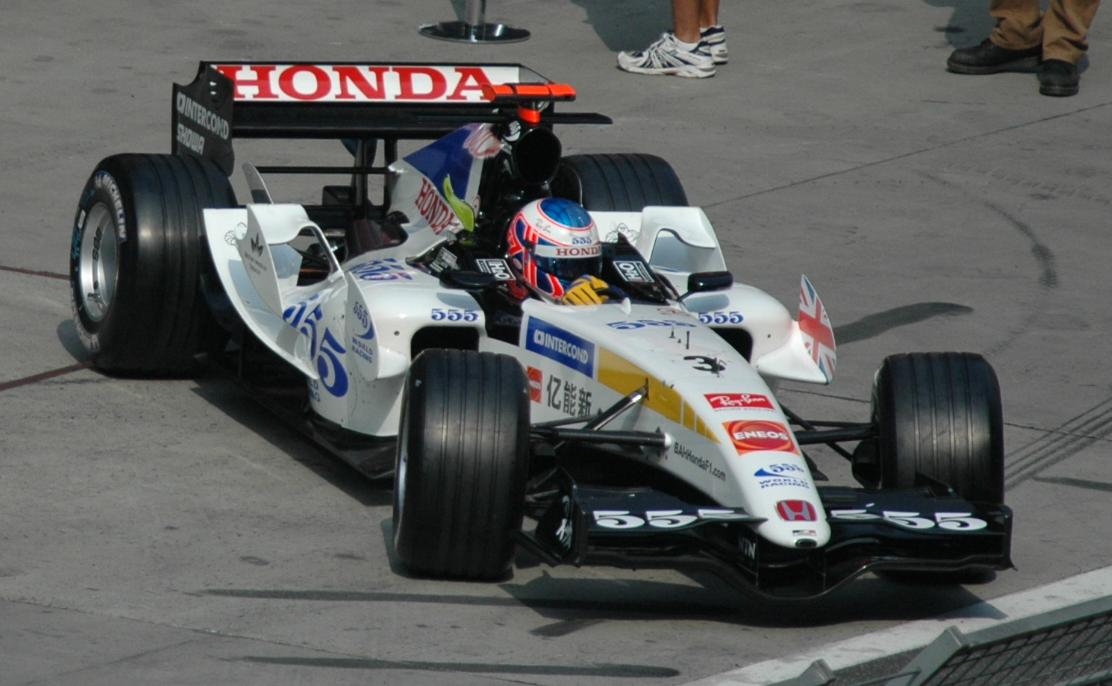
Jenson Button sur BAR-Honda au Grand Prix de Chine 2005 (8e à l'arrivée)

| Pos  | N° | Pilote               | Écurie            | Tours | Temps/Abandon                      | Grille | Points |
| ---- | -- | -------------------- | ----------------- | ----- | ---------------------------------- | ------ | ------ |
| 1    | 5  | Fernando Alonso      | Renault           | 56    | 1 h 39 min 53 s 618 (183,234 km/h) | 1      | 10     |
| 2    | 9  | Kimi Räikkönen       | McLaren-Mercedes  | 56    | + 4 s 015                          | 3      | 8      |
| 3    | 17 | Ralf Schumacher      | Toyota            | 56    | + 25 s 376                         | 9      | 6      |
| 4    | 6  | Giancarlo Fisichella | Renault           | 56    | + 26 s 114                         | 2      | 5      |
| 5    | 15 | Christian Klien      | Red Bull-Cosworth | 56    | + 31 s 839                         | 14     | 4      |
| 6    | 12 | Felipe Massa         | Sauber-Petronas   | 56    | + 36 s 400                         | 11     | 3      |
| 7    | 7  | Mark Webber          | Williams-BMW      | 56    | + 36 s 842                         | 10     | 2      |
| 8    | 3  | Jenson Button        | BAR-Honda         | 56    | + 41 s 248                         | 4      | 1      |
| 9    | 14 | David Coulthard      | Red Bull-Cosworth | 56    | + 44 s 247                         | 7      |        |
| 10   | 11 | Jacques Villeneuve   | Sauber-Petronas   | 56    | + 59 s 977                         | 16     |        |
| 11   | 18 | Tiago Monteiro       | Jordan-Toyota     | 56    | + 1 min 24 s 648                   | 19     |        |
| 12   | 2  | Rubens Barrichello   | Ferrari           | 56    | + 1 min 32 s 812                   | 8      |        |
| 13   | 8  | Antônio Pizzonia     | Williams-BMW      | 55    | Crevaison                          | 13     |        |
| 14   | 20 | Robert Doornbos      | Minardi-Cosworth  | 55    | Panne d'essence                    | 20     |        |
| 15   | 16 | Jarno Trulli         | Toyota            | 55    | + 1 tour                           | 12     |        |
| 16   | 21 | Christijan Albers    | Minardi-Cosworth  | 50    | Écrou de roue                      | 18     |        |
| Abd. | 4  | Takuma Satō          | BAR-Honda         | 34    | Boîte de vitesses                  | 17     |        |
| Abd. | 19 | Narain Karthikeyan   | Jordan-Toyota     | 28    | Accident                           | 15     |        |
| Abd. | 10 | Juan Pablo Montoya   | McLaren-Mercedes  | 24    | Moteur                             | 5      |        |
| Abd. | 1  | Michael Schumacher   | Ferrari           | 20    | Sortie de piste                    | 6      |        |

## Pole position et record du tour
- Pole position : Fernando Alonso en 1 min 34 s 080
- Tour le plus rapide : Kimi Räikkönen en 1 min 33 s 242 au 56e tour.

## Tours en tête
- Fernando Alonso : 56 (1-56)

## Statistiques
- 8e victoire pour Fernando Alonso.
- 25e victoire pour Renault en tant que constructeur.
- 105e victoire pour Renault en tant que motoriste.
- 340e et dernier Grand Prix pour l'écurie Scuderia Minardi qui deviendra Scuderia Toro Rosso en 2006
- 250e et dernier Grand Prix pour l'écurie Jordan Grand Prix qui deviendra Midland F1 Team en 2006
- 215e et dernier Grand Prix pour l'écurie Sauber avant son retour en 2011, elle deviendra BMW Sauber en 2006
- 117e et dernier Grand Prix pour BAR qui deviendra Honda Racing F1 Team en 2006.